# Coupe de France 2003/04
Der Wettbewerb um die Coupe de France in der Saison 2003/04 war die 87. Ausspielung des französischen Fußballpokals für Männermannschaften. In diesem Jahr meldeten 6057 Vereine, darunter auch solche aus den überseeischen Besitzungen Frankreichs, von denen sich allerdings erneut keine Elf für die landesweite Hauptrunde qualifizieren konnte.
Titelverteidiger AJ Auxerre kam diesmal nur bis ins Achtelfinale. Gewinner der Trophäe wurde Vorjahresfinalist Paris Saint-Germain FC – zum sechsten Mal bei seiner achten Endspielteilnahme. Auch wenn PSGs letzter Erfolg in der Coupe sechs Jahre zurücklag, zog der Hauptstadtklub damit mit der AS Saint-Étienne als zweiterfolgreichster Pokalteilnehmer hinter Olympique Marseille gleich. Finalgegner La Berrichonne de Châteauroux, ein Zweitligist, stand hingegen im ersten Endspiel seiner Vereinshistorie.
Die unterklassigen Teilnehmer bildeten im Achtelfinale sogar die Mehrheit gegenüber den Ligue-1-Vertretern: Vier zweitklassige Teams (neben Châteauroux noch SC Amiens, SM Caen und US Créteil), drei Mannschaften aus der semiprofessionellen dritten Division (FCO Dijon, Stade Brest, Stade Reims) und zwei Viertligisten aus dem CFA (Aviron Bayonne sowie ESA Brive) hatten es so weit gebracht. Von ihnen überstanden Châteauroux, Dijon, Amiens und Brive das Achtel-, die beiden Erstgenannten auch noch das Viertelfinale. Insbesondere Bayonne, das zwei Teams aus der höchsten Division aus dem Weg geräumt hatte, sorgte dabei für Furore.
Nach den von den regionalen Untergliederungen des Landesverbands FFF organisierten Qualifikationsrunden griffen ab der Runde der letzten 64 Mannschaften auch die 20 Erstligisten in den Wettbewerb ein. Die Paarungen und das Heimrecht wurden für jede Runde frei ausgelost; allerdings wurde 2003/04 dabei eine Einschränkung der Privilegierung unterklassiger Klubs eingeführt: Nur noch Mannschaften, die mindestens zwei Spielniveaus – nicht zu verwechseln mit Ligastufen – tiefer als ihr Gegner antraten, bekamen automatisch Heimrecht. Gelegentlich verzichteten jedoch insbesondere Amateurteams gegen Bezahlung auf dieses Recht – wie in dieser Ausspielung der FC Bourg-Péronnas gegen Olympique Lyon bzw. Bayonne gegen Paris SG – oder wichen gegen einen attraktiven Gegner in ein nahegelegenes größeres Stadion aus. Bei unentschiedenem Spielstand nach Verlängerung kam es zu einem Elfmeterschießen.

## Zweiunddreißigstelfinale
Spiele am 3./4. und 13. Januar 2004. Die Vereine der beiden, zu dieser Saison umbenannten professionellen Ligen sind mit L1 bzw. L2 bezeichnet, diejenigen der semiprofessionellen dritten Division mit D3; die landesweiten Amateurspielklassen firmieren als CFA und CFA2, die regionalen Amateurligen als DH, PH bzw. DHR („Division d’Honneur“, „Promotion d’Honneur“ bzw. „Division d’Honneur Régionale“, die sechst- bis achthöchste Spielklasse).
| - Stade Laval L2 – Stade Reims D3 0:1 - RC Lens L1 – UC Le Mans L2 1:0 - AS Moulins CFA – OGC Nizza L1 0:1 - US Changé DH – FC Valenciennes D3 0:3 - AJ Auxerre L1 – FC Sochaux L1 2:0 - FC Mantes CFA – SC Amiens L2 0:3 - Ernolsheim DH – AS Cannes D3 0:3 - US Boulogne CFA – US Créteil L2 2:3 - AC Ajaccio L1 – FC Gueugnon L2 0:2 - FC Metz L1 – AS Monaco L1 0:2 - Grenoble Foot L2 – LB Châteauroux L2 0:1 - RC Besançon L2 – SC Bastia L1 2:0 - SM Caen L2 – Le Havre AC L2 1:0 - FC Aire-sur-la-Lys PH – Olympique Lyon L1 0:4 - FC Mulhouse CFA – HSC Montpellier L1 0:2 - AS Nancy L2 – OSC Lille L1 0:0 n. V. (5:4 i. E.) | - AS Poissy CFA – Football Croix de Savoie 74 CFA 0:0 n. V. (2:4 i. E.) - Aviron Bayonne CFA – EA Guingamp L1 4:4 n. V. (5:3 i. E.) - Girondins Bordeaux L1 – FC Libourne-Saint-Seurin D3 1:0 - Saint-Colomban Locminé DH – Stade Brest D3 0:2 - Olympique Marseille L1 – RC Strasbourg L1 1:1 n. V. (4:3 i. E.) - Gazélec FCO Ajaccio D3 – EDS Montluçon CFA2 3:2 - Racing Épernay CFA2 – ASOA Valence L2 0:0 n. V. (3:5 i. E.) - ESA Brive CFA – FC Lorient L2 1:1 n. V. (3:1 i. E.) - FCO Dijon D3 – AS Saint-Étienne L2 0:0 n. V. (3:1 i. E.) - FC Bourg-Péronnas D3 – FC Martigues CFA 4:3 n. V. - Stade Plabennec CFA2 – Jeanne d’Arc Biarritz DHR 3:0 - Racing Club de France CFA – FC Toulouse L1 1:3 - Vendée Fontenay Foot CFA2 – FUSC Bois-Guillaume CFA2 0:0 n. V. (4:3 i. E.) - SCO Angers L2 – Stade Rennes L1 0:0 n. V. (4:5 i. E.) - Beaujolais Mont-d’Or Chasselay DH – FC Nantes L1 1:2 - Paris Saint-Germain L1 – ES Troyes AC L2 3:2 n. V. |

## Sechzehntelfinale
Spiele zwischen 23. und 25. Januar 2004
| - ESA Brive CFA – AS Nancy L2 3:2 n. V. - FCO Dijon D3 – RC Lens L1 2:1 - AJ Auxerre L1 – HSC Montpellier L1 2:0 - SC Amiens L2 – Stade Plabennec CFA2 3:0 - FC Gueugnon L2 – Stade Reims D3 1:3 - RC Besançon L2 – US Créteil L2 1:3 - SM Caen L2 – AS Cannes D3 1:0 - Gazélec FCO Ajaccio D3 – Stade Brest D3 1:3 | - Aviron Bayonne CFA – Girondins Bordeaux L1 1:0 n. V. - Olympique Marseille L1 – Paris Saint-Germain L1 1:2 n. V. - Olympique Lyon L1 – FC Bourg-Péronnas D3 5:0 - ASOA Valence L2 – LB Châteauroux L2 2:2 n. V. (4:5 i. E.) - FC Valenciennes D3 – AS Monaco L1 0:0 n. V. (1:4 i. E.) - FC Toulouse L1 – OGC Nizza L1 0:0 n. V. (5:4 i. E.) - Vendée Fontenay Foot CFA2 – FC Nantes L1 0:3 - Football Croix de Savoie 74 CFA – Stade Rennes L1 0:2 |

## Achtelfinale
Spiele am 10./11. Februar 2004
| - FCO Dijon D3 – Stade Reims D3 1:1 n. V. (4:2 i. E.) - AS Monaco L1 – Olympique Lyon L1 4:1 - FC Toulouse L1 – Stade Rennes L1 1:1 n. V. (6:7 i. E.) - Paris Saint-Germain L1 – Aviron Bayonne CFA 2:0 | - ESA Brive CFA – AJ Auxerre L1 1:0 - LB Châteauroux L2 – US Créteil L2 2:0 - SC Amiens L2 – SM Caen L2 1:0 - FC Nantes L1 – Stade Brest D3 4:0 |

## Viertelfinale
Spiele am 16./17. März 2004
| - AS Monaco L1 – LB Châteauroux L2 0:1 - ESA Brive CFA – Paris Saint-Germain L1 1:2 | - SC Amiens L2 – FCO Dijon D3 0:1 - FC Nantes L1 – Stade Rennes L1 3:2 |

## Halbfinale
Spiele am 28. April 2004
| - LB Châteauroux L2 – FCO Dijon D3 2:0 | - FC Nantes L1 – Paris Saint-Germain L1 1:1 n. V. (3:4 i. E.) |

## Finale
Spiel am 29. Mai 2004 im Stade de France von Saint-Denis vor 77.857 Zuschauern
- Paris Saint-Germain – LB Châteauroux 1:0 (0:0)

### Mannschaftsaufstellungen
Paris SG: Lionel Letizi – Bernard Mendy, Frédéric Déhu , José-Karl Pierre-Fanfan, Talal El Karkouri – Fabrice Fiorèse, Modeste M’Bami, Lorik Cana, Branko Bošković (Selim Benachour, 73.) – Danijel Ljuboja (Romain Rocchi, 84.), Pauleta (Alioune Touré, 89.)
Trainer: Vahid Halilhodžić
LB Châteauroux: Rodolphe Roche – Jimmy Algerino, Eddy Viator, Teddy Bertin , Wissam El Bekri (Johann Paul, 77.) – Karim Fradin, Armindo Ferreira, Djibril Sidibé, Sébastien Roudet – Marc-Éric Gueï, David Vandenbossche
Trainer: Victor Zvunka
Schiedsrichter: Stéphane Bré (Saint-Brieuc)

### Tore
1:0 Pauleta (65.)

### Besondere Vorkommnisse
Im Endspiel musste Paris Saint-Germain auf seine Argentinier Gabriel Heinze und Juan Pablo Sorín verzichten, aber Châteauroux gelang dennoch keine erneute Sensation wie im Viertelfinale, als die Mannschaft aus dem Berry beim allerdings nicht in Bestbesetzung angetretenen Champions-League-Finalisten aus Monaco erfolgreich war.
Seine Achtelfinal-Heimpartie gegen PSG wollte Aviron Bayonne aus Gründen des erwarteten Zuschauerinteresses eigentlich im benachbarten Donostia-San Sebastián austragen; doch der französische Verband untersagte der Elf aus dem französischen Baskenland diese „Grenzüberschreitung“. Daraufhin einigten sich die beiden Klubs darauf, das Spiel im Pariser Prinzenparkstadion auszutragen, wofür Bayonne eine erkleckliche Summe kassierte.